# Campagnari (Tezze sul Brenta)
Campagnari (Canpagnari in veneto) è una frazione del comune italiano di Tezze sul Brenta, in provincia di Vicenza. La denominazione ufficiale della frazione è Campagnari-Laghi in quanto comprende anche la località Laghi, situata appena a sud del centro.
Nel 2014 vince il Guinnes World record per la scopa più lunga del mondo con i suoi 35,47 m.

## Geografia fisica

### Territorio
Situata nel nord-est della penisola italiana, nel cuore del Veneto, in provincia di Vicenza, si trova in una zona di confine tra le province di Vicenza, Padova e Treviso.
Ubicata a sinistra del fiume Brenta, la frazione di Campagnari è adagiata nell'alta pianura veneta, ai piedi delle Prealpi Venete, in fronte all'altopiano di Asiago e al monte Grappa. È attraversata dalla strada provinciale 54 detta "della Friola", che da Belvedere di Tezze porta a Tezze capoluogo.
Il territorio è completamente pianeggiante, con un'altitudine media di circa 70 m sul livello del mare; esso è caratterizzato da un'estesa e fitta rete di canali e rogge.
Campagnari confina con Cusinati (a nord), Belvedere (a est), Laghi (a sud), Stroppari (a ovest).

## Società

### Lingue e dialetti
Nella popolazione di Campagnari oltre alla lingua italiana è fortemente diffuso, soprattutto tra i più anziani, l'uso del dialetto veneto.

### Religione
La religione della quasi totalità della popolazione è il cristianesimo nella confessione cattolica.

#### Parrocchia
La parrocchia di Campagnari, appartiene al vicariato di Rosà e alla diocesi di Vicenza (suffraganea del patriarcato di Venezia e facente parte della regione ecclesiastica Triveneto).